# I'm Jelly Baby
«I'm Jelly Baby» (en hangul, 질투 나요 BABY), es un sencillo grabado por el trío surcoreano AOA Cream, subunidad del grupo AOA. Fue lanzado como su sencillo debut por FNC Entertainment y distribuido por LOEN Entertainment el 12 de febrero de 2016, como sencillo digital. 

## Antecedentes y lanzamiento
El 2 de febrero de 2016, FNC Entertainment lanzó imágenes teaser tituladas «Secret Cream» con las integrantes de AOA Yuna, Hyejeong y Chanmi, revelando que formarían la segunda subunidad del grupo. El 3 de febrero, se reveló que el nombre del subgrupo sería AOA Cream, y que la canción debut se llamaría «I'm Jelly Baby». El 4 de febrero, se reveló el primer teaser del videoclip titulado «Transform Teaser» y el 10 de febrero, se lanzó el segundo y último teaser.
La canción fue lanzada como sencillo digital el 12 de febrero en varios portales de música, incluido iTunes para el mercado global.

## Éxito comercial
El sencillo se ubicó en el puesto 29° en Gaon Digital Chart con 52 911 descargas vendidas y 617 802 streams durante sus primeros dos días. La canción permaneció durante cinco semanas consecutivas en el Top 100.

## Posicionamiento en listas

### Semanal
| Lista (2016)                       | Mejor posición |
| ---------------------------------- | -------------- |
| Corea del Sur (Gaon Digital Chart) | 26             |

### Mensual
| Lista (2016)                       | Mejor posición |
| ---------------------------------- | -------------- |
| Corea del Sur (Gaon Digital Chart) | 47             |